# Heliophanus menemeriformis
Heliophanus menemeriformis là một loài nhện trong họ Salticidae.
Loài này thuộc chi Heliophanus. Heliophanus menemeriformis được Embrik Strand miêu tả năm 1907.